# Lucas Hermanus Eberson

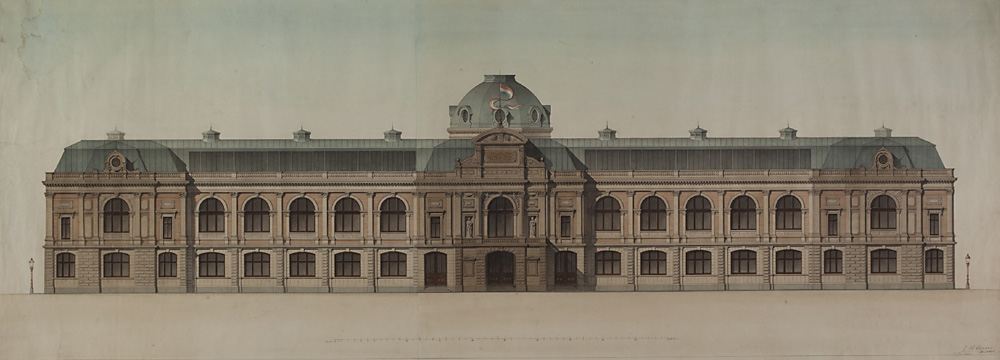
Prijsvraagontwerp voor het Rijksmuseum. 1875.

Lucas Hermanus Eberson (Arnhem, 23 maart 1822 – aldaar, 30 november 1889) was een Nederlands architect.

## Leven

### Opleiding
Hij stond onder voogdijschap van zijn oom, Wessel Knoops, stichter van het natuurkundig genootschap in Arnhem. Hij volgde aanvankelijk een opleiding in Arnhem. In 1842 verliet hij zijn geboortestad om zijn opleiding te vervolgen aan de Academie in Antwerpen, waar hij gedurende één jaar les kreeg van Serrure en Berckmans. In 1844 vertrok hij naar Parijs, waar hij zijn studie voltooide onder leiding van architect Jean Louis Victor Grisart, terwijl hij met de praktijk vertrouwd raakte bij de bouw van een ministerie onder leiding van Jacques Lacornée. Tijdens zijn verblijf in Parijs werkte hij mee aan Jules Gailhabauds werk l'Architecture du XI au XVII Siècle en was hij lid en secretaris van de Société Internationale des artistes. Eberson nam deel aan verschillende tentoonstellingen in binnen- en buitenland, zoals in 1855 in Parijs, die hem een eervolle vermelding bezorgde in de Encyclopédie d'Architecture van Victor Caillat.

### Restauraties
In Nederland kreeg Eberson voor het eerst bekendheid toen hij in 1850 een door de Maatschappij tot Bevordering der Bouwkunst uitgeschreven prijsvraag voor een schouwburg won. In 1851 keerde hij terug naar Nederland en vestigde zich als zelfstandig architect in Arnhem. Hier ontving hij een groot aantal opdrachten van de Nederlandse adel, bestaande uit de restauratie van kastelen en buitenverblijven (zie Restauraties) en het bouwen van stallen, plantenkassen enz. Zo verbouwde hij Huis Bronbeek in opdracht van de Henri d'Artois, de|graaf van Chambord, en bouwde hij in Wageningen het huis Kortenburg, dat hij later voor koning Willem III verbouwde tot Oranje Nassau's Oord. De kastelen en landhuizen die hij restaureerde probeerde hij echter niet terug te brengen naar de oorspronkelijke staat, maar aan te passen aan de behoeften van zijn tijd, rekening houdend met hun oude karakter.

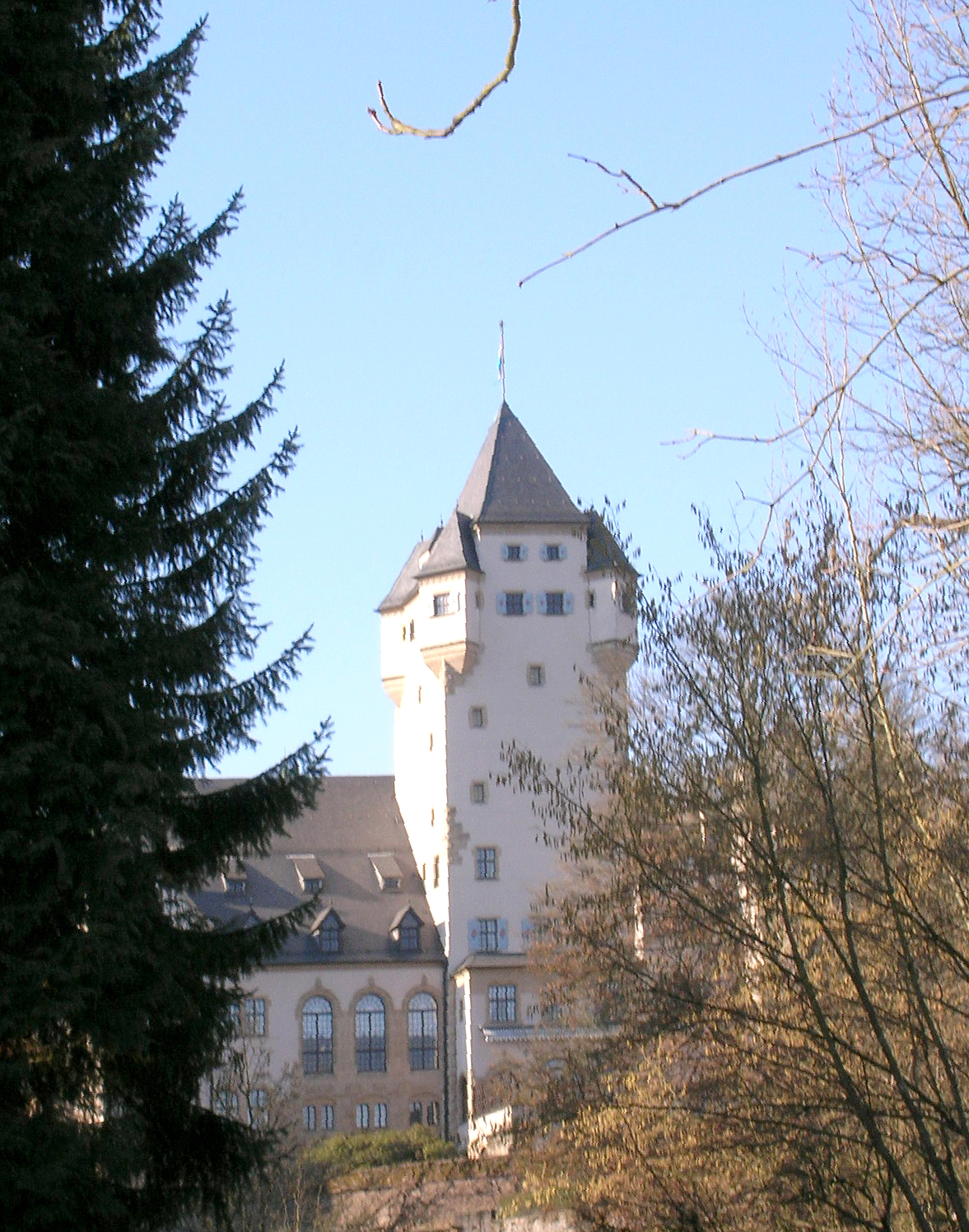
Kasteel Colmar-Berg, Luxemburg.

### 's Konings architekt
In 1868 won hij een gouden medaille op een tentoonstelling in Arnhem, waardoor hij de aandacht van de koning op zich vestigde. Deze gaf hem in 1873 de opdracht een Louis XIV-kunstzaal te ontwerpen in Paleis Het Loo. In november 1874 benoemde de koning hem tot 'Hoogstdeszelfs' ofwel ' 's Konings' architect. In 1883, toen hij in Luxemburg verschillende bouwprojecten uitvoerde, zoals de verbouwing van kasteel Colmar-Berg, werd hij benoemd tot 'Architect-en-Chef' ofwel 'Hoofdarchitect'.

### Rijksmuseum-affaire
In 1864 nam hij deel aan de prijsvraag voor het Rijksmuseum. Na een tweede ronde succesvol te hebben doorstaan werd hem in 1866 de opdracht toegezegd. De zaak vertraagde echter en de prijsvraagcommissie betaalde hem zijn prijzengeld en liet de zaak voorlopig rusten. Pas in mei 1875 werd hij, naast P.J.H. Cuypers en H.P. Vogel, uitgenodigd deel te nemen aan een nieuwe prijsvraag. Zijn eerdere toezegging deed hem echter vermoeden wie de winnaar zou zijn en dus deed hij met tegenzin mee. Zijn ontwerp werd derde en de opdracht ging uiteindelijk naar Cuypers. Door deze affaire was hij de 'nieuwe richting' onvriendelijk gezind. Bovendien vond hij dat Cuypers en de zijnen volledig voorbij liepen aan de hoogtepunten uit de Nederlandse architectuurgeschiedenis en dat de 'gewraakte richting uit een opvoedkundig oogpunt nadeeling voor den jongere en schadelijk voor de toekomst van onze vaderlandsche bouwkunst' was.

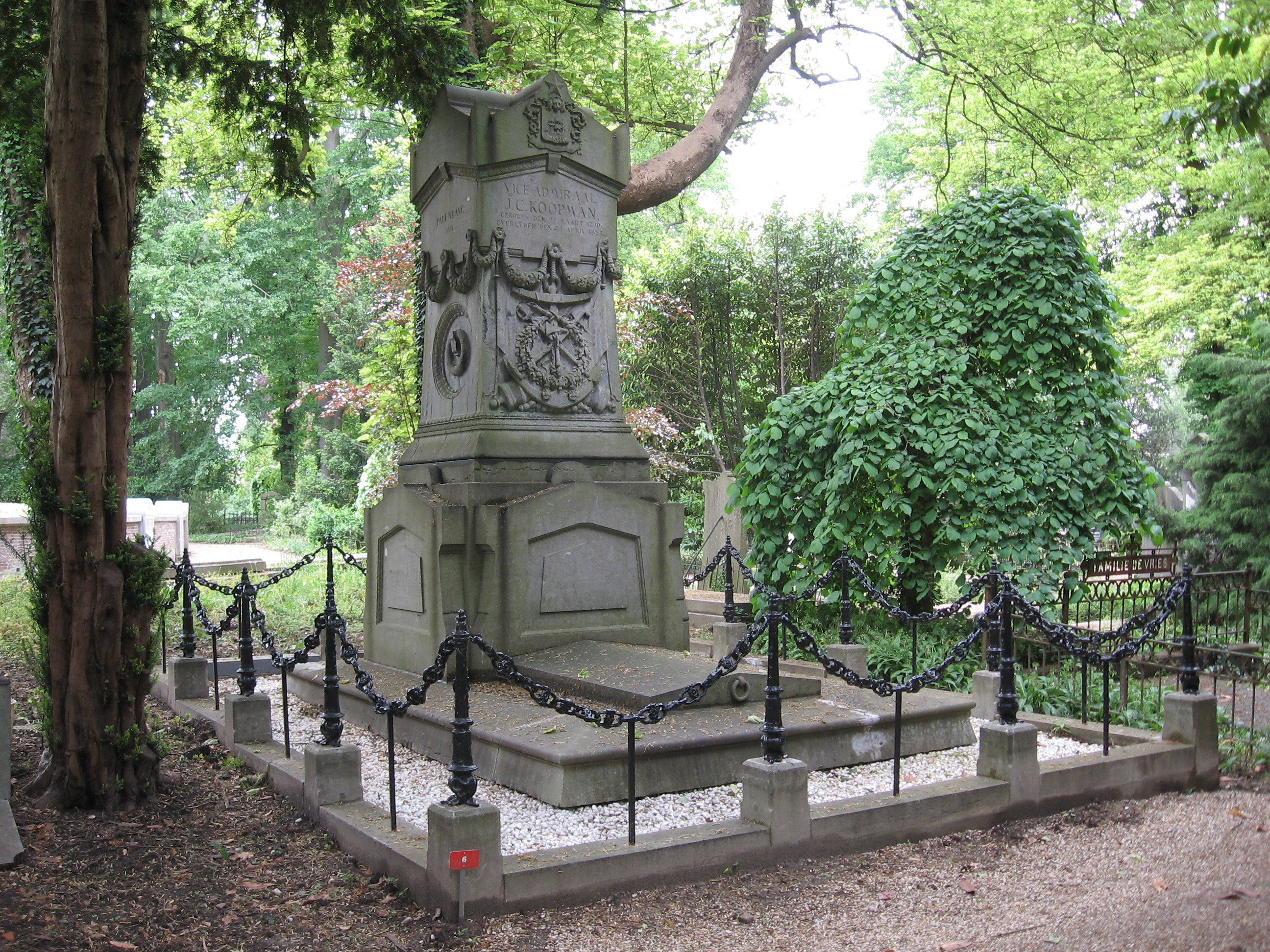
Grafmonument viceadmiraal Koopmans.

### Waardering
Hij ontwierp talloze gebouwen en veel van zijn prijsvraagontwerpen werden bekroond. Hij werd later ook verschillende keren gevraagd als jurylid bij prijsvragen zoals voor een paleis voor de Staten-Generaal, de Rotterdamse schouwburg en de Beurs in Amsterdam. Naast gebouwen ontwierp hij ook meubels en grafmonumenten, zoals voor de viceadmiraal J.C. Koopmans en burgemeester van Wageningen, J. Knel. Ook was hij ridder in de Orde van de Eikenkroon (1857), van de Gouden Leeuw van Nassau en van de Orde van Verdienste van Waldeck-Pyrmont. Hij werd op 4 december 1889 in Arnhem begraven in het bijzijn van o.a. Jacobus Roeland de Kruijff als vertegenwoordiger van de Maatschappij tot Bevordering der Bouwkunst.

## Werk

### Publicaties

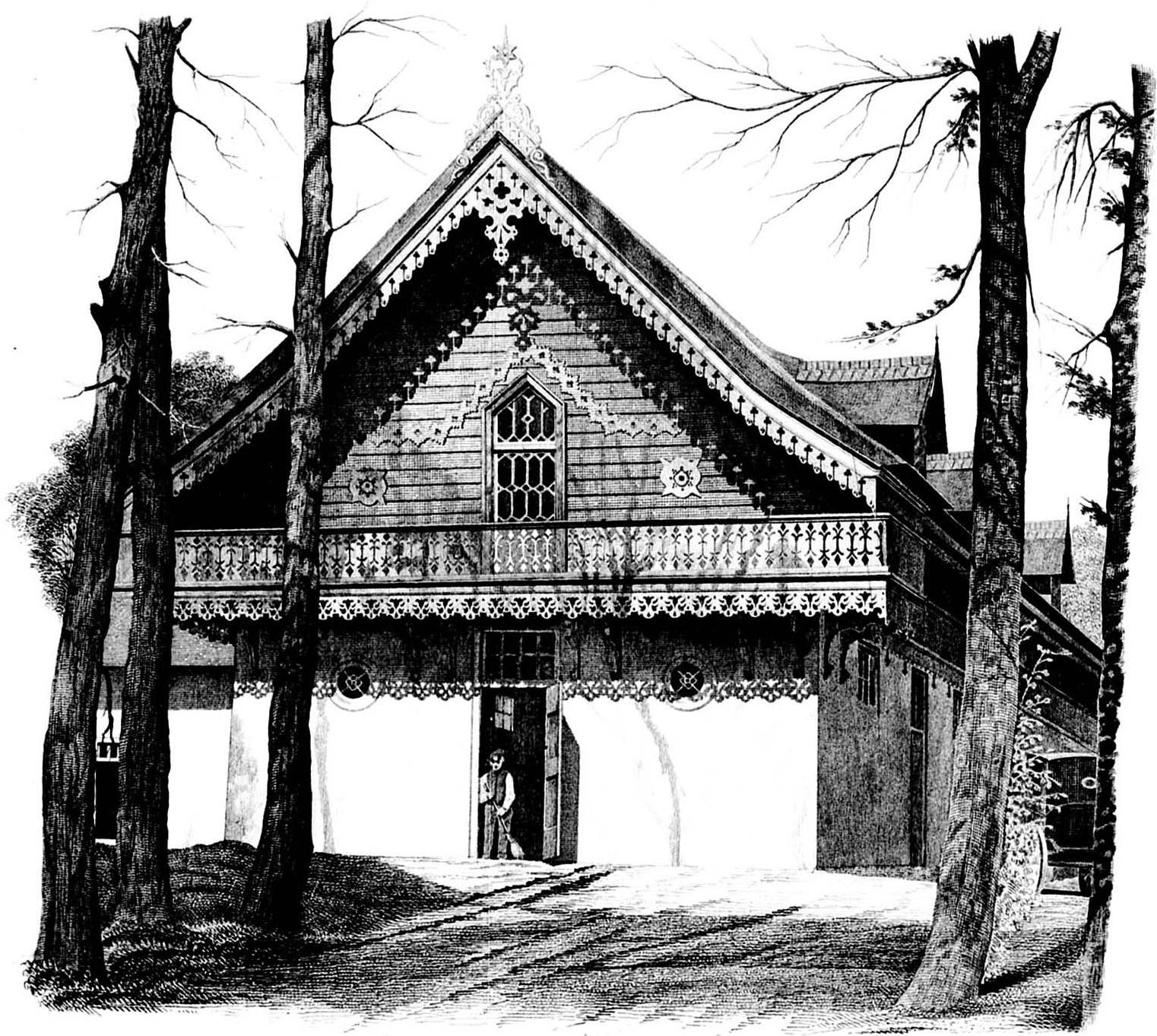
Ontwerp van een koetshuis en stallen, landgoed Beekhuizen. 1860-1861.

- L.H. Eberson (1869) ‘Het landgoed Beekhuizen’, Bouwkundige Bijdragen, 16e deel, pp. 197–202. Zie [dode link], [dode link], [dode link] en [dode link].
- L.H. Eberson (1870) ‘Kippenhok met loop, op de buitenplaats: „Klein Rozendaal”’, Bouwkundige Bijdragen, zeventiende deel, pp. 163-164. Zie [dode link] en [dode link].
- L.H. Eberson (1870 ‘Oranjerie, gebouwd voor den Heer W. Baron van Heeckeren van Kell te Ruurlo, in het jaar 1866’, Bouwkundige Bijdragen, zeventiende deel, pp. 265–268. Zie [dode link], [dode link] en [dode link].

### Architectonische ontwerpen
- Kippenhok met loop, landgoed Klein Rozendaal. 1854 (?).
- Koetshuis en stallen, landgoed Beekhuizen. 1860-1861.
- Oranje Nassau’s Oord, Renkum (vernield in WO2 daarna gesloopt).
- Oranjerie bij het Huis te Ruurlo, Ruurlo. 1865-1866.
- Huis Wielbergen, Angerlo 1872
- Het Jachthuis, Arnhem 1872 (In park Gulden Bodem; gesloopt in 1964)

### Grafmonumenten
- Viceadmiraal J.C. Koopmans, Begraafplaats Soestbergen, Utrecht. 1855 (?).

### Restauraties
- Waalse kerk (Arnhem)
- Kasteel Beverwaard bij Utrecht
- Hertenkamp bij Hillegom
- Huis Den Eng bij Tiel
- Kasteel Middachten
- Kasteel Rosendael
- Kasteel Biljoen
- Groot Engelenburg (Doorn)
- Huis Bronbeek
- Kasteel Renswoude
- Huis Heiligenberg bij Amerongen

- Huis Den Berg, Dalfsen
- Kasteel Eerde, Ommen
- Kasteel Rechteren
- Kasteel Ruurlo
- Hemelsche Berg, Oosterbeek.
- Huis Singraven bij Denekamp
- Huis Bingerden
- Huis Avegoor, Ellecom
- Huis Rhederoord, De Steeg